# Contarinia ubiquita
Contarinia ubiquita är en tvåvingeart som beskrevs av Gagne, Oda och Monteiro 2001. Contarinia ubiquita ingår i släktet Contarinia och familjen gallmyggor. Inga underarter finns listade i Catalogue of Life.